# Zaliznichne (Dnipropetrovsk)
Zaliznichne (en ucraniano: Залізничне, romanizado: Zaliznychne) es un pueblo ucraniano perteneciente al óblast de Dnipropetrovsk. Situado en el este del país, es parte del raión de Sinélnikove y del municipio (hromada) de Petropávlivka.

## Toponimia
El nombre del asentamiento en ruso es también Zaliznichnoye (en ruso: Зализничное). Hasta 2016, el asentamiento se conocía como Brahynivka. El 19 de mayo de 2016, la Rada Suprema decidió cambiar el nombre de Brajínivka (en ucraniano: Брагинівка; en ruso: Брагиновка) a Zaliznichne de acuerdo con la ley que prohíbe los nombres de origen comunista, ya que el nombre anterior derivaba del bolchevique I. P. Brahina.

## Geografía
Zaliznichne se encuentra 9 km al noroeste de Petropávlivka y a unos 100 km al este de la ciudad de Dnipró. 

## Historia
El pueblo fue fundado en 1920 por colonos de Petropávlivka y llevaba el nombre del bolchevique I. Brajin, que murió el 10 de octubre de 1919 durante un enfrentamiento con los blancos durante la guerra civil rusa.
Brajínivka tiene el estatus de municipio urbano desde 1957.  
Hasta el 18 de julio de 2020, Zaliznichne fue parte del raión de Petropávlivka. El raión fue abolido en julio de 2020 como parte de la reforma administrativa de Ucrania, que redujo el número de raiones del óblast de Dnipropetrovsk a siete. El territorio del raión de Petropávlivka se fusionó con el raión de Sinélnikove.En 2023, Zaliznichne perdió el estatus de asentamiento de tipo urbano debido a la eliminación de este estatus administrativo.

## Demografía
La evolución de la población de Zaliznichne entre 1959 y 2022 fue la siguiente:
| 591                                                           | 789 | 761 | 673 | 385 | 328 | 214 | 189 |
| (Fuente: Cities & Towns of Ukraine y UKRAINE: Größere Städte) |     |     |     |     |     |     |     |

Según el censo de 2001, la lengua materna de la mayoría de los habitantes, el 95,41%, es el ucraniano; y del 3,85%, el ruso.

## Infraestructura

### Transporte
El asentamiento tiene acceso a la autopista M04 que conecta Dnipró con Pokrovsk vía Pavlojrado. La estación de tren de Petropávlivka se encuentra aquí, siendo parte de la vía férrea que conecta Pokrovsk y Pavlojrado. 